# Česko na Letních paralympijských hrách 2012

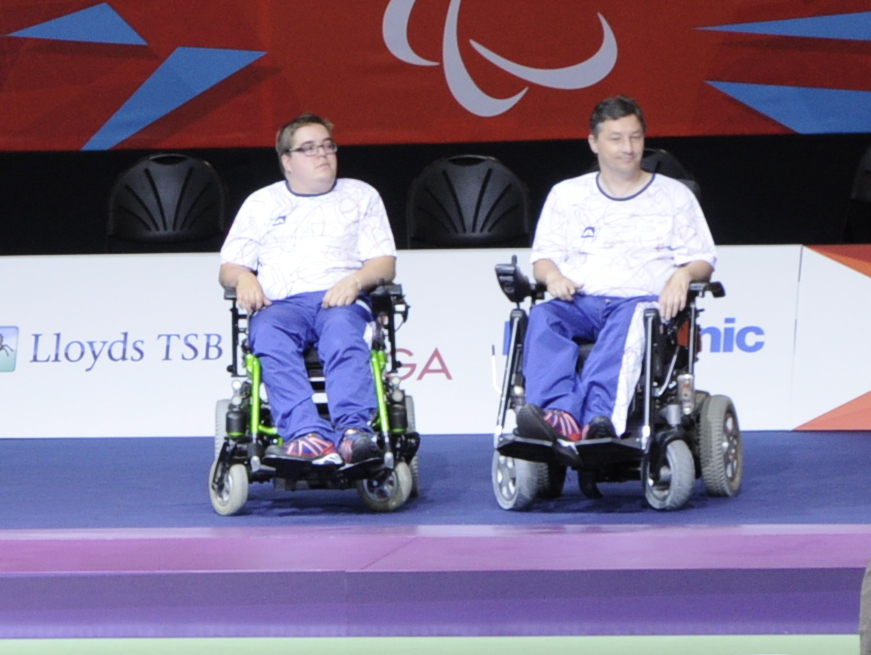
Stříbrní Radek Procházka a Leoš Lacina na paralympiádě

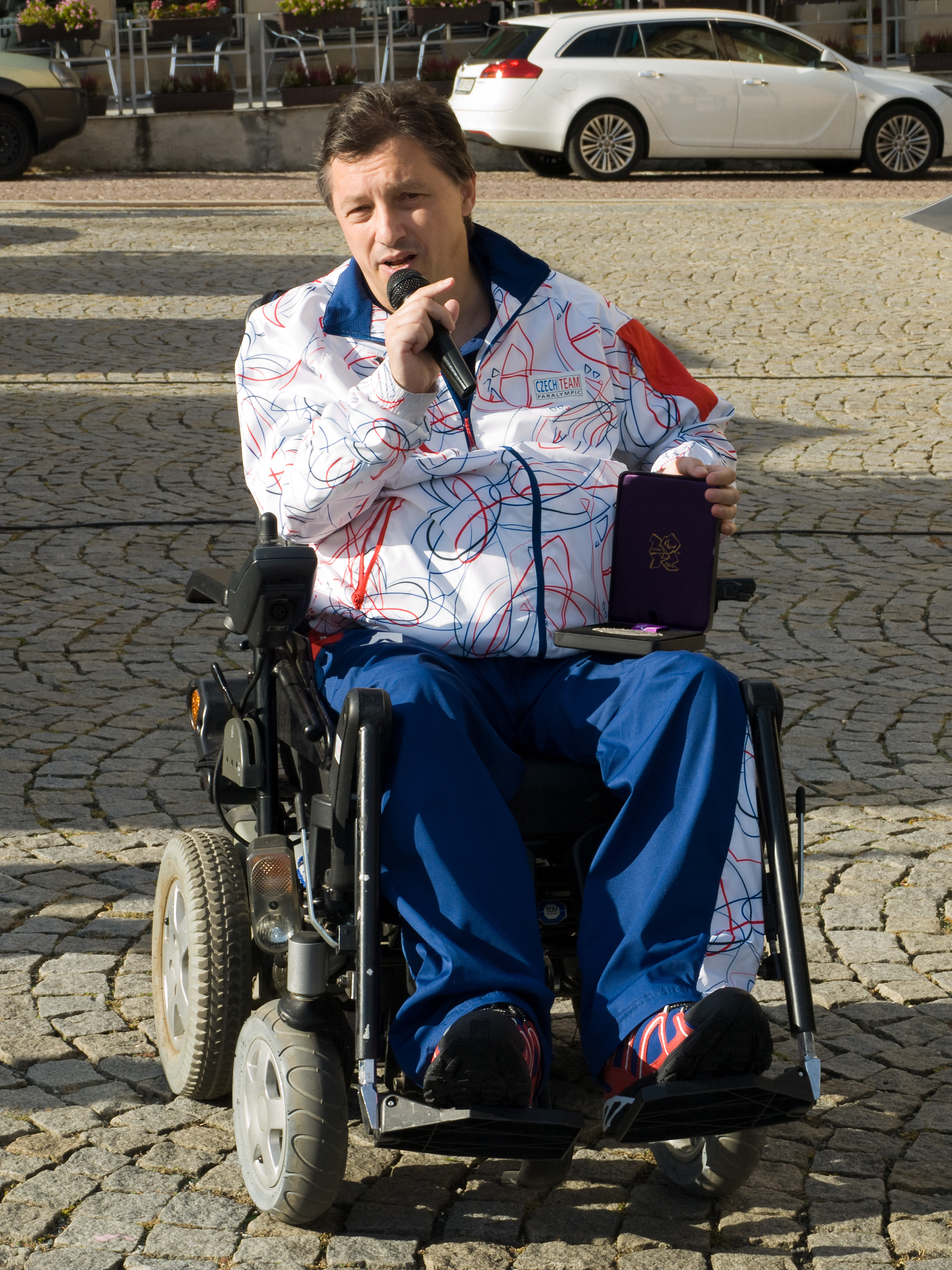
Leoš Lacina se svojí stříbrnou medailí z paralympiády

Česko na Letních paralympijských hrách 2012 reprezentovalo 46 sportovců, z toho 15 žen. Závodili v šesti sportech, největší zastoupení měla atletika (15 sportovců), další zastoupené sporty byly: cyklistika (8 sportovců), lukostřelba (8 sportovců), plavání (7 sportovců), stolní tenis (6 sportovců) a boccia (3 sportovci). František Serbus startoval v atletice i v boccii.
Česká výprava získala celkem 11 medailí (1 zlatou, 6 stříbrných a 4 bronzové) a umístila se na 42. místě v pořadí národů. Nejúspěšnějším závodníkem byl cyklista Jiří Ježek s jednou zlatou a jednou stříbrnou.

## Medailisté
| Medaile  | Sportovec                   | Sport                 | Disciplína                 | Kategorie |
| -------- | --------------------------- | --------------------- | -------------------------- | --------- |
| zlatá    | Jiří Ježek                  | cyklistika (silniční) | časovka                    | C4        |
| stříbrná | Radim Běleš                 | atletika              | hod kuželkou               | F31/32/51 |
| stříbrná | Tereza Diepoldová           | cyklistika (silniční) | časovka                    | C1–3      |
| stříbrná | David Drahonínský           | lukostřelba           | kladkový luk               | W1        |
| stříbrná | Jiří Ježek                  | cyklistika (dráhová)  | stíhací závod              | C4        |
| stříbrná | Leoš Lacina Radek Procházka | boccia                | dvojice mix                | BC4       |
| stříbrná | Rostislav Pohlmann          | atletika              | hod diskem                 | F57/58    |
| bronzová | Eva Berná                   | atletika              | vrh koulí                  | F37       |
| bronzová | Jiří Bouška                 | cyklistika (silniční) | časovka                    | C4        |
| bronzová | Jan Povýšil                 | plavání               | 50 m volný styl            | S4        |
| bronzová | David Vondráček             | cyklistika (silniční) | silniční závod tricyklistů | T1–2      |